# 펀자브

펀자브

펀자브(펀자브어: پنجاب (샤무키), ਪੰਜਾਬ (구르무키), 문화어: 판쟙)는 인도와 파키스탄의 국경에 걸쳐 있는 지역을 말한다.
펀자브(Punjab)란 페르시아어로 다섯 강(江)이란 의미. 인더스강 본류와 주요 네개의 지류가 흐르는 인도 서북부를 가리킨다. 힌두쿠시산맥을 넘어서 침입하는 이민족(異民族)이 우선 정착하는 곳이 이곳이다. 이곳은 또 갠지스강 유역과 중앙아시아·이란 방면을 연결하는 교섭로의 중앙에 위치하여, 동서문화의 접촉점으로 중요하다.

## 갤러리

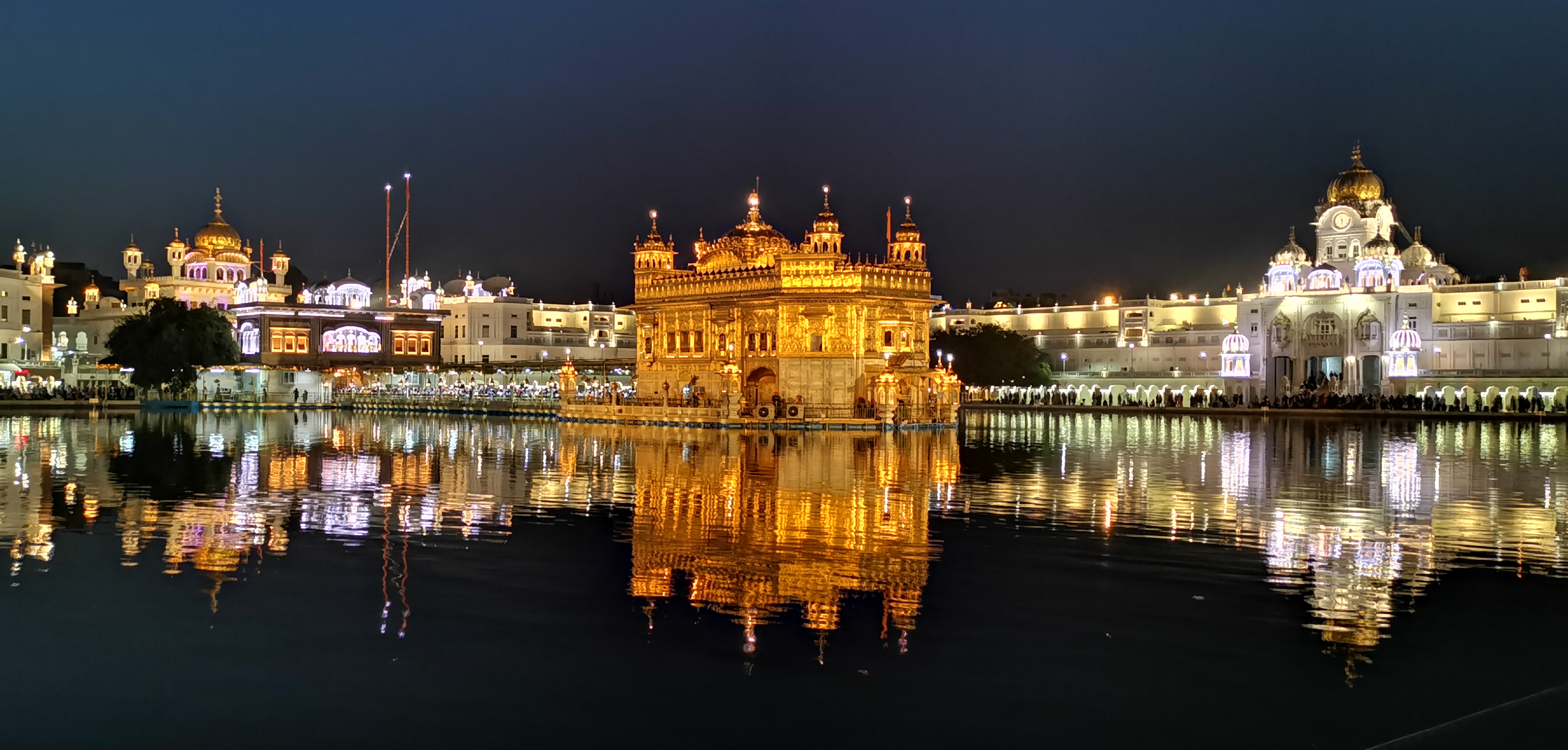
알리트사르의 황금 사원
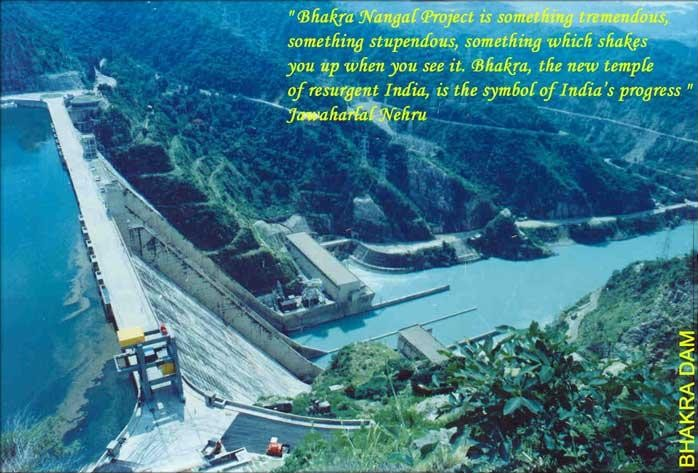
바크라 댐
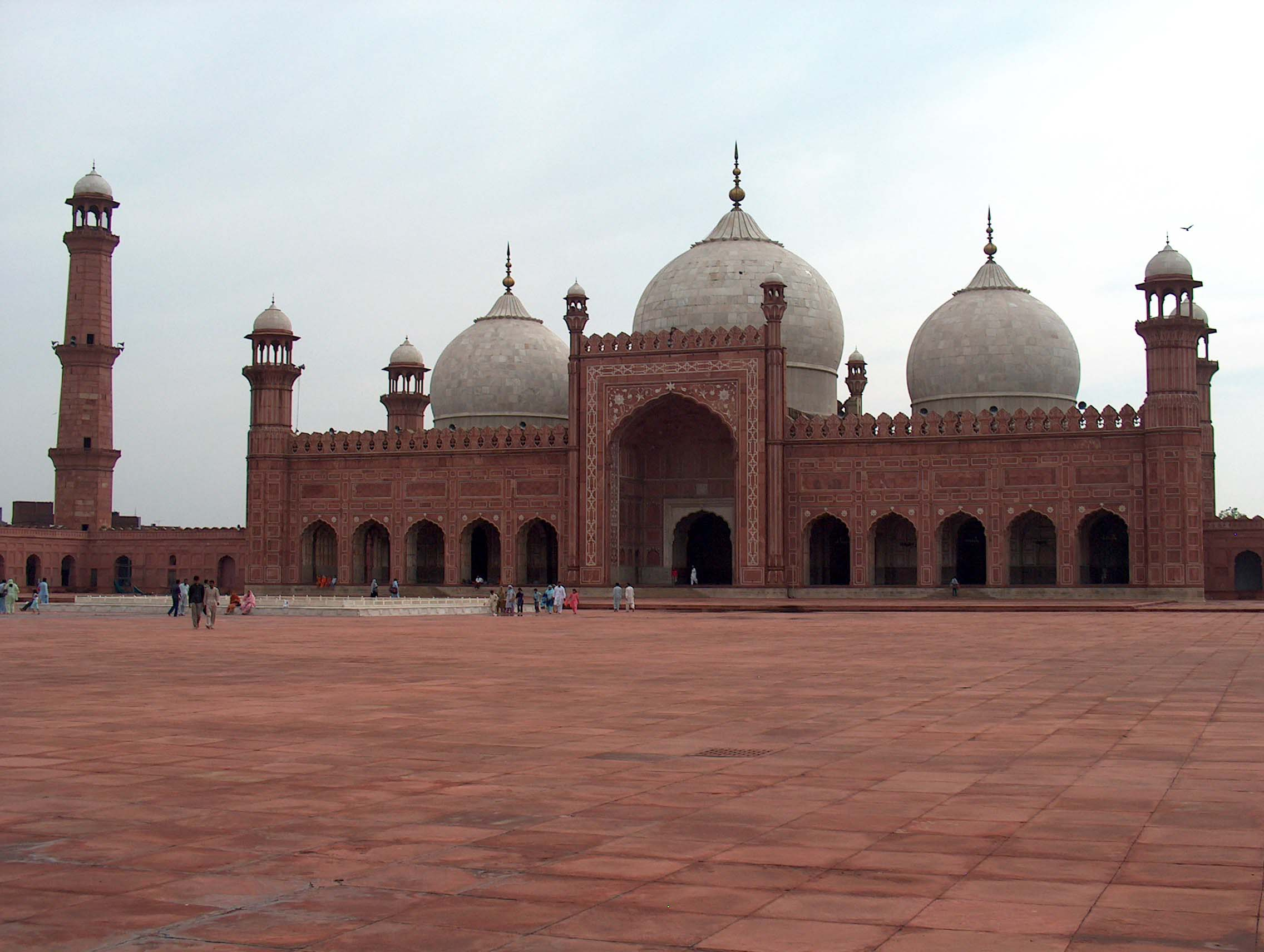
바드샤히 마스지드 - 모갈 제국의 펀자비 모스크, 무갈 제국 마지막 황제 아우랑제브
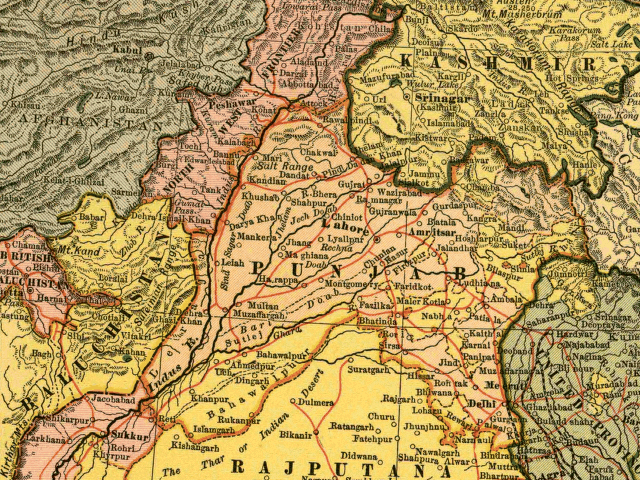
펀자브 지도

## 같이 보기
- 펀자브 요리
- 삿타기디아